# Алдиарово
Алдиа́рово (чув. Эльпуҫ) — село в Янтиковском районе Чувашской Республики, административный центр Алдиаровского сельского поселения.
Расположено в 5 километрах южнее станции Шоркистры Горьковской железной дороги.

## История
На карте за 1867 год это село значится как Дальнее Алдиарово, где числится 105 дворов.
Казанско-Богородицкая церковь в с. Алдиарово построена в 1892 году на средства казны. В церкви был один престол во имя Казанской иконы Божьей Матери. На средствах церкви построили колокольню и с 1898 года открыт самостоятельный приход. При церкви находилась церковно-приходская школа, открытая в 1880 году. Кроме того здесь же работала женская школа грамоты, открытая 10 января 1857 года. Церковь была разрушена в годы советской власти.
Первым учителем Алдиаровской школы был Ф. Смирнов. В школе учились 7 мальчиков и 4 девочки. Посещали школу дети из с. Шоркистры, Уразкасы, Беляево. Специальное школьное здание было построено в 1886 году. По рассказу крестьянина П. Иментаева (1886—1958 гг.) на открытие школы приезжал народный просветитель И. Я. Яковлев.

## Природа
Поселение находится в пределах Чувашского плато у истока реки Аль. Рельеф представлен холмистым плато, частично покрытый лиственными лесами, расчленённый многочисленными оврагами на ряд пологих увалов и отдельных возвышенностей. Длина оврагов изменяется от 100—200 м до 2—3,5 км, глубина — от 1 до 10 м. В лесах встречаются лоси, лисы, зайцы, волки, кабаны, а из промысловых птиц — очень редко рябчики, тетерева. В 1,5 км северо-западнее села находится живописное озеро Аль. В 3 км севернее села расположен реликтовый лес «Маштавш».

## Население
| 2010 | 2012 |
| ---- | ---- |
| 400  | ↗462 |

### Люди, связанные с селом
- Воробьев, Василий Петрович — чувашский композитор.
- Андреев, Валерий Георгиевич — доктор технических наук, профессор
- Васильев, Юрий Егорович — политик